# 今野雅人
今野 雅人（こんの まさと、1991年2月28日 - ）は、日本の元子役。埼玉県出身。テアトルアカデミーに所属していた。
特技はサッカー。

## 出演作品

### テレビドラマ
- 金曜エンタテイメント（フジテレビ）
  - 恐い女シリーズ1「女の怪談」（1996年）
  - 児童虐待調査官・百瀬なつきの事件ファイル（2000年）
- ドラマ新銀河 素敵に女ざかり ルームメイツ（1996年、NHK） - 潮田慎太郎
- 火曜サスペンス劇場（日本テレビ）
  - アリバイの穴（1997年）
  - 警視庁鑑識班 第8作（1999年） - 松橋孝一 役
- 兄弟 〜兄さん、お願いだから死んでくれ〜（1999年、テレビ朝日） - 禮三（幼少期） 役
- セミダブル 第3話（1999年、フジテレビ）
- シネマ・カクテル 女性たちの恋愛レシピ 第2話（1999年、関西テレビ） - サトル 役
- コワイ童話 みにくいアヒルの子 第4話（1999年、TBS）
- 女医 NOTHING LASTS FOREVER 第7話（1999年、よみうりテレビ）
- '99芸術祭参加作品 秋の感動ドラマスペシャル「君の手がささやいている 第三章」（1999年、テレビ朝日） - 雄次 役
- 浅田次郎ドラマスペシャル「角筈にて - 鉄道員より」（1999年、テレビ東京）
- 土曜ワイド劇場 想いでかくれんぼ（2000年、テレビ朝日） - 辰村悠太 役
- 幸福の明日（2000年、フジテレビ） - 橋本信平 役
- HERO 最終話（2001年、フジテレビ） - 咲坂良太 役
- ラブ・レボリューション 最終話（2001年、フジテレビ）
- 大好き!五つ子（TBS） - 三浦直己
  - 大好き!五つ子3（2001年）
  - 大好き!五つ子4 第2話（2002年）
- 24時間テレビ 「愛は地球を救う」24スペシャルドラマ'01「最後の夏休み」（2001年、日本テレビ） - 永井卓 役
- 愛の劇場 ラブ&ファイト 第7話（2001年、TBS）
- ウルトラマンコスモス 第45話（2002年、毎日放送） - 村上こうだい 役
- アイノウタ 第23話（2002年、BS-i） - 倉橋一哉（幼少期） 役
- はるちゃん6 第26 - 28話（2002年、フジテレビ） - 青山隼人 役
- ナイトホスピタル〜病気は眠らない〜 第6 - 8、10話（2002年、日本テレビ） - 矢島龍太 役
- クニミツの政（2003年、関西テレビ） - 安藤和人 役
- パズル（2007年、テレビ朝日） - 三留直弥 役

### テレビアニメ
- きっかけはラフくん（2002年、フジテレビ） - ラフくんの声

### 映画
- バトル・ロワイアルII 鎮魂歌（2003年、東映） - 仁 役
- 北の零年（2005年、東映） - 川久保平太（少年期）役

### CM
- 日本コカ・コーラ アクエリアス「小野伸二とサッカー少年」
- おやつカンパニー 「かーるいえびチップス」
- ヤマサ醤油「昆布ぽん酢」
- SANYO 「ピングーコンピューター」
- ベネッセコーポレーション 「こどもちゃれんじ」
- セキスイハイム
- JR東海
- 総理府 政府広告
- 日神不動産
- 日本マクドナルド ビッグマック
- NTTドコモ関西
- 新日本ハウス

### VP
- やってみよう! 調べ学習（東映教育） - 賀川満男 役

### スチール
- JR東日本
- スカイパーフェクトTV